# Blood Father
Pour plus de détails, voir Fiche technique et Distribution.
Blood Father ou Père de sang au Québec est un film français réalisé par Jean-François Richet et sorti en 2016.

## Synopsis
John Link est un dur à cuire. Ex-motard, ex-alcoolique, ex-taulard, il a fait une croix sur son passé et vit désormais en solitaire dans sa caravane. L'appel de sa fille Lydia, 17 ans, bouleverse son projet de vie tranquille. Elle arrive chez lui après des années d'absence, poursuivie par des trafiquants après un braquage catastrophique. Lorsque les membres du cartel débarquent chez John, ils ne s'attendaient pas à l'accueil qu'il leur réserve.

## Fiche technique
Sauf indication contraire, les informations mentionnées dans cette section peuvent être confirmées par la base de données cinématographiques IMDb,  présente dans la section « Liens externes ».
- Titre original : Blood Father
- Titre québécois : Père de sang
- Réalisation : Jean-François Richet
- Scénario : Peter Craig et Andrea Berloff, d'après le roman Blood Father de Peter Craig
- Musique : Sven Faulconer
- Direction artistique : Robb Wilson King
- Décors : Susan Magestro
- Costumes : Terry Anderson
- Photographie : Robert Gantz
- Montage : Christopher Tellefsen
- Production : Chris Briggs et Pascal Caucheteux

Producteur délégué : Jennifer Roth
- Sociétés de production : Why Not Productions et Wild Bunch
- Sociétés de distribution : SND (France), Wild Bunch (international)
- Budget : 12 000 000 €[3]
- Pays de production :  France[4]
- Langue originale : anglais
- Genre : Action, film de gangsters, drame et thriller
- Durée : 88 minutes
- Dates de sortie[5] :
  - France : 21 mai 2016 (festival de Cannes 2016 - séance de minuit)
  - Québec : 12 août 2016
  - France : 31 août 2016
  - Belgique : 7 septembre 2016
- Interdit aux moins de 12 ans, en France[6]

## Distribution
- Mel Gibson (VF : Jacques Frantz) : John Link
- Erin Moriarty (VF : Nastassja Girard) : Lydia Link
- Diego Luna (VF : Benjamin Penamaria) : Jonah
- Michael Parks (VF : François Siener) : le « Prêcheur »
- William H. Macy (VF : Pierre Laurent) : Kirby Curtis
- Miguel Sandoval (VF : Mathieu Lagarrigue) : Arturo Rios
- Dale Dickey (VF : Catherine Artigala) : Cherise
- Richard Cabral (VF : Joakim Latzko) : Joker
- Daniel Moncada : Choop
- Ryan Dorsey : Shamrock
- Thomas Mann (VF : Gabriel Bismuth-Bienaimé) : Jason
- Raoul Trujillo : le tueur tatoué

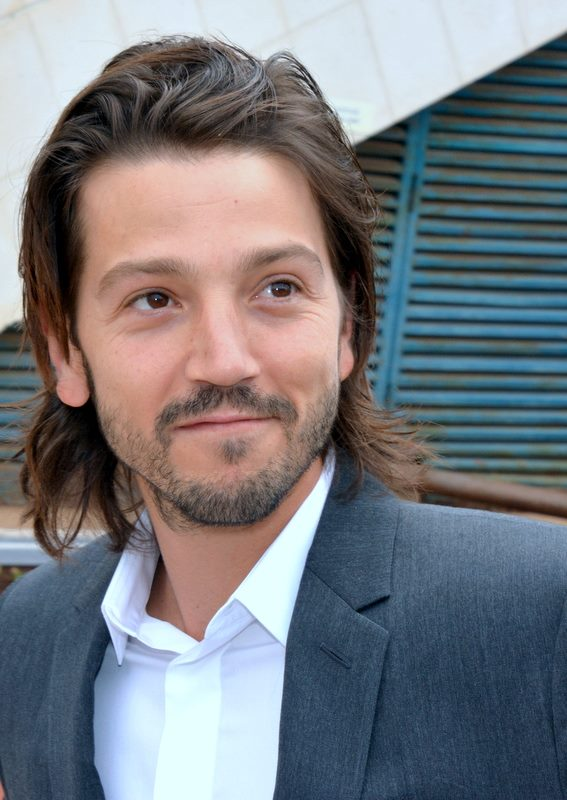
L'acteur mexicain Diego Luna à la première du film au Festival de Cannes 2016.

- Elisabeth Röhm (VF : Rebecca Finet) : Ursula, la femme de John (scènes coupées au montage[7])

 Source et légende : version française (VF) sur RS Doublage et selon le carton du doublage français cinématographique.

## Production

### Développement et attribution des rôles
En mars 2014, Mel Gibson est officialisé comme premier rôle de Blood Father, avec le Français Jean-François Richet à la réalisation et Peter Craig comme scénariste (qui adapte son propre roman Blood Father paru en 2005), et Why Not Productions et Chris Briggs à la production. En avril 2014, Erin Moriarty rejoint la distribution du film, pour incarner la fille du personnage de Mel Gibson. En mai 2015, il est annoncé que Wild Bunch distribuera le film dans le monde. En juin 2014, Richard Cabral rejoint le film pour incarner Joker. Toujours en juin, William H. Macy tweete qu'il veut jouer dans le film aux côtés de Mel Gibson. Elisabeth Röhm signe ensuite pour incarner la femme de John Link.

### Tournage
Le tournage débute le 5 juin 2014 à Albuquerque au Nouveau-Mexique, notamment dans la prison de la ville. Après moins d'un mois, le tournage s'achève le 3 juillet 2014.

## Sortie

### Présentation
Le film est présenté en avant-première mondiale lors du festival de Cannes 2016, en séance de minuit. Le comédien Diego Luna est également membre du jury Un certain regard lors de ce 69e festival de Cannes.

### Critique
Sur l'agrégateur américain Rotten Tomatoes, le film obtient 86% d'opinions favorables, pour 35 critiques comptabilisées. Sur Metacritic, il décroche une moyenne de 67/100 pour 14 critiques.
Sur le site français Allociné, Blood Father obtient une note moyenne de 2,6/5 pour 5 titres de presse recensés. Pour Sylvestre Picard, du magazine Première, ce film « sonne bien le grand retour de Gibson ».
Du côté des avis moins positifs, Eric Libiot de L'Express écrit notamment « Richet était beaucoup plus convaincant dans Assaut sur le central 13. Là, il n'a pas grand-chose à filmer. Dommage ».

### Box-office
200 136 spectateurs en salles françaises (Source : JP's Box Office)